# Paramphilius baudoni
Paramphilius baudoni är en fiskart som först beskrevs av Pellegrin 1928.  Paramphilius baudoni ingår i släktet Paramphilius och familjen Amphiliidae. IUCN kategoriserar arten globalt som livskraftig. Inga underarter finns listade i Catalogue of Life.